# Idiosaissetia peringueyi
Idiosaissetia peringueyi är en insektsart som beskrevs av Charles Kimberlin Brain 1920. Idiosaissetia peringueyi ingår i släktet Idiosaissetia och familjen skålsköldlöss. Inga underarter finns listade i Catalogue of Life.